# 唐煜 (明朝)
唐煜（1620年5月31日—17世紀），字殿昭，號弢斋，福建興化府莆田縣人，明朝、南明政治人物。

## 生平
唐煜曾祖唐曰漸，祖父庠生、賓介唐維岳，父親廩生唐日宣，早年以《書經》中崇禎九年（1636年）鄉試舉人第十四名，十三年（1640年）會試中式第七十八名，成二甲進士，於刑部觀政，同年獲授南通州知州，在當地課士稱得人。之後他轉任寧國推官，後事不詳，有《青來居文集》流傳。

## 引用
1. ↑  錢海岳《南明史·卷三十五·列傳第十一》：唐煜，字殿昭，莆田人。崇禎十三年進士。〖山陽知縣〗、寧國推官、通州知州。
2. ↑  《崇禎十三年庚辰科進士三代履歷》：唐煜，庚申年五月初一日生。福建興化府莆田縣人。曾祖曰漸。祖維岳，庠生，郡賓。父日宣，廩生。弢齋。《書》一房。丙子十四名，會試七十八名，二甲十九名。刑部觀政，本年授南通州知州。
3. ↑  乾隆《通州志（直隸）》·卷九·秩官志上：（崇禎）十三年 唐煜 莆田人，由進士（任知州）
4. ↑  嘉慶《寧國府志·卷三·職官表》：（崇禎）十六年癸未……唐煜 莆田人，進士，補任（推官）
5. ↑  乾隆《莆田縣志·卷十三·選舉》：崇禎九年丙子（舉人）……唐煜 字殿昭，日宣子，衛學，庚辰進士……崇禎十三年庚辰魏藻德榜……唐煜 通州知州，蒞官課士，雅稱得人，著有《青來居文集》。